# Ermita de San Juan Bautista (Agüimes)
La ermita de San Juan Bautista es una pequeña y humilde ermita situada en la montaña de Las Terras del barranco de Guayadeque, perteneciente al término municipal de Agüimes, Gran Canaria, en la comunidad autónoma de Canarias, España.
Fue construida a finales del siglo XIX, pero debido a su mal estado, se llevó a cabo una gran restauración en 2010.